# محیط کار صوتی دیجیتال

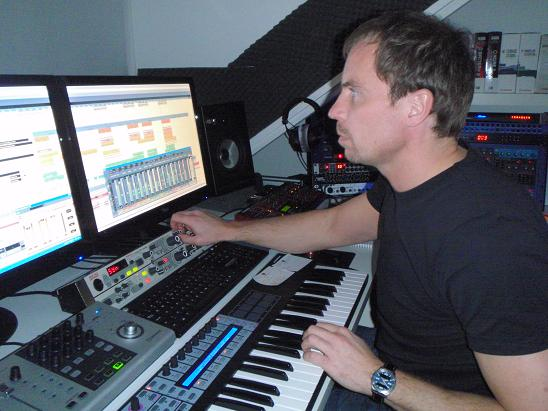
یک نمونه از محیط کار صوتی دیجیتال

محیط کار صوتی دیجیتال (به انگلیسی: DAW) مخفف (به انگلیسی: Digital Audio Workstation) است. این محیط قادر است که تمام کارهایی که برای تولید یک موسیقی نیاز است را فراهم آورد. از جمله: ضبط و ویرایش فایل‌های صوتی ، ضبط و ویرایش میدی ، امکان تنظیم و ساخت موسیقی و همچنین میکس و مسترینگ یک آهنگ.

## محیط‌های کار صوتی دیجیتال (DAW های) یکپارچه
اینگونه DAWها سیستمی یکپارچه از سخت افزار و نرم‌افزار هستند که معمولاً شامل یک کنسول میکس ، قسمت کنترل و واحد حافظه می‌باشند. این سیستم‌ها قبل از دوران کامپیوترهای شخصی متداول‌تر بودند.

## محیط‌های کار صوتی دیجیتال (DAW های) نرم‌افزاری
DAWهای نرم‌افزاری دارای ۴ مشخصه هستند: کامپیوتر ، مبدل صوتی ، ویرایشگر صوتی دیجیتال و یک وسیله ورودی برای ویرایش و ایجاد داده‌ها و نت‌های موسیقی که می‌تواند یک موس یا یک میدی کیبورد کنترلر باشد. با توجه به مقرون به صرفه و در دسترس بودن DAW نرم‌افزاری امروزه عموماً برای تنظیم و میکس از این دسته از محیط‌های کار صوتی استفاده می‌شود.

## لیستی از DAWهای نرم‌افزاری
- ابلتون لایو
- ادوب ادیشن
- استودیو وان
- اسید پرو
- اف ال استودیو
- انرژی ایکس تی
- پروتولز
- دیجیتال پرفورمر
- ریزن
- ریپر
- سمپلتیود
- سونار
- کیوبیس
- گاراج بند
- لاجیک پرو
- میکس کرفت
- میولب
- نیوئندو
- ماجیکس میوزیک میکر
- ال ام ام اس